# SE Gama
SE Gama is een Braziliaanse voetbalclub uit Gama in het Federaal District. 

## Geschiedenis
De club werd opgericht in 1975. Het gouden tijdperk was in de jaren negentig, toen zes keer het staatskampioenschap gewonnen werd. 

## Erelijst
- Campeonato Brasiliense

1979, 1990, 1994, 1995, 1997, 1998, 1999, 2000, 2001, 2003, 2015, 2019, 2020, 2025